# Stafford Cripps
Richard Stafford Cripps (Londres, 24 de abril de 1889-Zürich, 21 de abril de 1952) fue un político británico laborista, Chancellor of the Exchequer entre noviembre de 1947 y octubre de 1950. 

## Primeros años
Su padre, Charles Alfred Cripps era un político conservador y fue miembro de la Cámara de los Comunes. A una edad avanzada se unió al Partido Laborista. Theresa, su madre, era hermana de la dirigente laborista Beatrice Webb. Cripps creció en un medio de altos ingresos y costumbres aristocráticas. Fue alumno del Winchester College y luego estudió Química en la University College London. Cambió la ciencia por las leyes y en 1912 comenzó a laborar como abogado. Durante la I Guerra Mundial sirvió como conductor de ambulancia en Francia y gerenció una fábrica de armas.

## Partido Laborista
En 1930 se unió al Partido Laborista. Al año siguiente fue nombrado Solicitor General for England and Wales en el segundo gobierno laborista. Asumir este cargo le implicó ser nombrado caballero, designado como sir. De tendencias claramente de izquierda, llegó a ser portavoz socialista y fuerte sostenedor de políticas económicas y sociales marxistas y abogó por el control estatal de los medios de producción y distribución. Pero era un ferviente cristiano, por lo que rechazaba los puntos de vista marxistas sobre la religión.
Tras las elecciones generales de 1931 fue uno de los tres ministros laboristas que logró mantener su escaño en el parlamento y se convirtió en el tercero en la bancada laborista después de George Lansbury y del diputado líder Clement Attlee. En 1932 fue uno de los fundadores de la Liga Socialista, partidaria de un sistema socialista democrático e integrada por miembros del ILP que rechazaron su decisión de retirarse del Partido Laborista. Alto, fino e intenso, Cripps fue el arquetipo del socialista doctrinario de la clase alta británico, tan común en los años 30.
Cripps fue un decidido partidario del Frente Único contra el fascismo. En 1936 él fue el principal líder de la Campaña de Unidad que integró a la Liga Socialisya, al ILP y al Partido Comunista, en aras de lograr la unidad electoral contra la derecha. La dirección laborista rechazó la campaña y la Liga Socialista debió disolverse para evitar su expulsión del Partido Laborista, aunque se siguió publicando y hasta hoy se publica su periódico Tribune. Sin embargo, a comienzos de 1939 Cripps fue finalmente expulsado del Partido Laborista por su propaganda a favor del Frente Popular.

## Segunda Guerra Mundial
Cuando Winston Churchill formó su coalición de gobierno 1940, nombró a Cripps embajador en la Unión Soviética, con el objetivo de lograr acuerdos con Stalin para enfrentar a Hitler. Cuando los nazis atacaron la Unión Soviética en junio de 1941, Cripps llegó a ser una figura clave en la alianza entre las potencias occidentales y los soviéticos.
En 1942 Cripps regresó a Gran Bretaña para divulgar el esfuerzo de guerra soviético. La respuesta popular fue fenomenal y lo convirtió rápidamente en el político más popular, a pesar de no pertenecer en ese momento a ningún partido. Fue nombrado entonces miembro del Gabinete de Guerra, como lord del Sello Privado y líder de la Cámara de los Comunes. Churchill envió a Cripps a India para negociar con Gandhi y Jinnah y lograr la lealtad de la India, bajo la promesa de autogobierno al terminar la guerra. Churchill bloqueó los esfuerzos de Cripps para dar a los indios un papel en la dirección de la guerra. No se firmó ningún acuerdo formal, pero la misión cumplió objetivos de propaganda. En 1942 pasó a ser ministro de Producción Aeronáutica, cargo por fuera del Gabinete de Guerra, pero donde Cripps obtuvo grandes éxitos.

## Postguerra
En 1945 Cripps se reincorporó al Partido Laborista. Cuando este partido ganó las elecciones generales, Clement Attlee nombró a Cripps presidente del Consejo de Comercio, el segundo cargo en importancia para la política económica gubernamental. Para entonces Cripps había moderado sus posiciones socialistas. En 1946 Cripps regresó a la India con la propuesta de varias fórmulas de independencia, aunque la misión de la que hizo parte no tuvo éxito en llegar a un acuerdo.
En 1947 en medio de una creciente crisis económica y política Cripps fue nombrado Ministro de Economía y luego como Chancellor of the Exchequer. Trabajó intensamente para rescatar al país de la crisis con incrementos de impuestos, la estabilización de la libra esterlina y nacionalizaciones. Cripps sostenía la necesidad de nacionalizar las industrias estratégicas como el carbón y el acero.

## Datos personales
Cripps sufrió por mucho tiempo de colitis. Sus dolencias lo llevaron a renunciar de todo cargo en 1950, tras lo cual se estableció en Suiza.
Fue el padre de la autora de literatura infantil Peggy Cripps, la cual se casó con Joe Appiah, un político africano negro, de Ghana. De esta pareja es hijo el filósofo Kwame Anthony Appiah.
Cripps era vegetariano.